# Les Razmoket à Paris, le film
Pour plus de détails, voir Fiche technique et Distribution.
Les Razmoket à Paris, le film (Rugrats in Paris: The Movie) est un film d'animation germano-américain réalisé par Stig Bergqvist et Paul Demeyer, sorti en 2001. Il est la suite de Les Razmoket, le film (1998). C'est le second long métrage adapté de la série télévisée d'animation Les Razmoket diffusée dès 1991 sur Nickelodeon.

## Synopsis
Les Razmoket partent à Paris. Le père de Charles-Édouard cherche une femme, mais Angelica demande à la directrice de ReptarLand - Coco Labouche, une femme cruelle qui déteste les enfants - d'épouser le père de Charles-Edouard. Charles-Edouard, désespéré, veut que son père épouse la princesse de ReptarLand, mais son père ne l'a pas compris. Les Razmoket rencontrent Kimi, la fille de Kira, l'assistante de Coco Labouche.

## Fiche technique
- Titre original : Rugrats in Paris: The Movie
- Titre français : Les Razmoket à Paris, le film
- Réalisation : Stig Bergqvist et Paul Demeyer
- Scénario : David N. Weiss, J. David Stem, Jill Gorey, Barbara Herndon et Kate Boutilier (en)
- Musique : Mark Mothersbaugh et George Acogny
- Production : Paramount Pictures, Nickelodeon Movies, Klasky Csupo et MFP Munich Film Partners GmbH & Company I. Produktions KG
- Budget : 30 000 000 $
- Langue originale : anglais
- Durée : 76 minutes
- Dates de sortie :

 États-Unis : 17 novembre 2000 ;
 France : 2 février 2001.

## Distribution

### Voix originales
- E.G. Daily : Tommy « Casse-bonbon » Cornichon (« Tommy Pickles » en VO)
- Tara Strong : Jules Cornichon (Dylan « Dil » Pickles en VO)
- Cheryl Chase : Angelica « Couette-Couette » Cornichon (Angelica Pickles en VO)
- Christine Cavanaugh : Charles-Édouard « la Binocle » Fifrelin (Charles « Chuckie » Finster, Jr. en VO)
- Cree Summer : Susie Carmichael
- Kath Soucie : Alphonse et Sophie « les Grumeaux » De La Tranche (Phillip « Phil » et Lillian « Lil » DeVille en VO) / Élisabeth Deville (Betty DeVille en VO)
- Michael Bell : Charles Fifrelin, Roger-Jean Cornichon (Drew Pickles en VO)
- Tress MacNeille : Charlotte Cornichon
- Casey Kasem : DJ au mariage
- Joe Alaskey : Lou Cornichon
- Debbie Reynolds : Lulu Cornichon
- Jack Riley : Jean-Roger Cornichon
- Susan Sarandon : Coco Labouche
- John Lithgow : Jean-Claude
- Julia Kato : Kira Watanabe
- Melanie Chartoff : Lucie Cornichon (Didi Pickles en VO)
- Margaret Smith : l'hôtesse de l'air
- Phillip Simon : le conducteur du bus animatronic
- Phil Proctor : Olivier Deville (Howard DeVille en VO)
- Paul Demeyer : l'attrapeur de chien / l'éboueur
- Mako : M. Yamaguchi
- Tim Curry : chanteur sumo
- Kevin Michael Richardson : chanteur sumo
- Billy West : chanteur sumo
- Dan Castellaneta : le prêtre
- Jim Varney : Humphrey
- Charles Adler : l'inspecteur
- Dionne Quan : Kimi Watanabe
- Richard Michel : le travailleur français
- Braden Wright : le propriétaire du café
- Lisa McClowry : la princesse
- Charles Fathy : le photographe
- Roger Rose : DJ Fifrelin

### Voix françaises
- Alexis Tomassian : Tommy « Casse-Bonbon » Cornichon
- Natacha Gerritsen : Charles-Édouard « La Binocle » Fifrelin
- Bernard Tiphaine : Charles Fifrelin et Jean-Roger Cornichon
- Dolly Vanden : Alphonse et Sophie « les Grumeaux » De La Tranche
- Sylvie Jacob : Angelica « Couette-couette » Cornichon et Jules Cornichon
- Corinne Le Poulain : Lucie Cornichon
- Manoëlle Gaillard : Charlotte Cornichon
- Anne Roumanoff : Coco Labouche
- Stéphane Bern : Jean-Claude
- Dorothée Jemma : Kira Watanabe-Fifrelin
- Kelly Marot : Kimi Watanabe-Fifrelin
- Fily Keita : Susie Carmichael
- Pierre Laurent : Roger-Jean Cornichon
- Henri Labussière : Lou Cornichon
- Claude Chantal : Gertrude de la Tranche
- Jane Val : Loulou Cornichon
- Gérard Surugue : le DJ de la noce
- Patrice Dozier : le prêtre
- Edgar Givry : Humphrey
- Sylvain Lemarié : le chanteur sumo
- Marie-Christine Adam : voix additionnelle

Source VF : Planète Jeunesse